# Rochedo Henfield
O Rochedo Henfield é um rochedo extraterritorial situado a nordeste da Ilha Robert nas Ilhas Shetland do Sul, na Antártida.  É conhecida desde o início do século XIX por caçadores de foca operando  próximo do Porto Clothier, e é às vezes reconhecida pelos nomes 'Ilha Powels' ou 'Ilha Heywood'.
A feição recebeu o nome de Capitão Joseph Henfield, mestre do navio caçador de focas americano Catharina que visitou as Ilhas Shetlands do Sul em 1820-21.

## Localização
O rochedo está localizado a 2,53 km a nordeste do Cabo Catharina, 5 km a leste da Ilha Heywood, 700 m a sul dos Rochedos Opaka e 2,81 km a nordeste dos Rochedos Lientur. Houve napeamento britânico em 1822 e 1968, chileno em 1971, argentino em 1980 e búlgaro em 2009.

## Mapas
- Chart of South Shetland including Coronation Island, &c. from the exploration of the sloop Dove in the years 1821 and 1822 by George Powell Commander of the same. Scale ca. 1:200000. London: Laurie, 1822.
- L.L. Ivanov. Antarctica: Livingston Island and Greenwich, Robert, Snow and Smith Islands. Scale 1:120000 topographic map.  Troyan: Manfred Wörner Foundation, 2009.  ISBN 978-954-92032-6-4